# 独立唱片公司
独立唱片公司也称独立厂牌，是指在没有主要唱片公司资助或分销的情况下运营的唱片公司，属中小型企業（SME）。唱片公司和艺术家通常由所在国家或地区的行业協會代表，而这些协会又由国际机构全球独立网络（WIN）代表。